# Уюкский сумон
Уюкский сумон — административно-территориальная единица (сумон) и муниципальное образование со статусом сельского поселения в Пий-Хемском кожууне Тывы Российской Федерации.
Административный центр — село Уюк.

## Население
| 2017 | 2018 |
| ---- | ---- |
| 750  | ↗752 |

## Состав сумона
| № | Населённый пункт | Тип населённого пункта       | Население |
| - | ---------------- | ---------------------------- | --------- |
| 1 | Ленинка          | арбан                        |           |
| 2 | Уюк              | село, административный центр |           |